# Gohrisch
Gohrisch è un comune di 2.132 abitanti della Sassonia, in Germania.
Appartiene al circondario della Svizzera Sassone-Monti Metalliferi Orientali (targa PIR) ed è parte della comunità amministrativa (Verwaltungsgemeinschaft) di Königstein/Sächs. Schweiz.